# تشارلز غوثير
تشارلز غوثير (بالفرنسية: Charles Gauthier)‏ هو نحات فرنسي، ولد في 7 ديسمبر 1831 في Chauvirey-le-Châtel ‏ في فرنسا، وتوفي في 5 يناير 1891 في باريس في فرنسا.